# ライリー・ミニックス
ライリー・ジェームズ・ミニックス（Riley James Minix、2000年9月22日 - ）は、アメリカ合衆国・フロリダ州ベロビーチ出身のプロバスケットボール選手。NBAのサンアントニオ・スパーズにツーウェイ契約で所属している。ポジションはスモールフォワードまたはシューティングガード。

## 経歴

### ハイスクール
フロリダ州ベロビーチのベロビーチ高校で高校バスケットボールをプレーした。シニアシーズン前に急成長を遂げ、1試合平均17.4得点、7.6リバウンドを記録して大ブレイクした。

### カレッジ
NAIAのサウスイースタン大学に進学し、最初のシーズンでサンカンファレンスのファーストチームとカンファレンスの新人賞に選ばれた。2年生の時、8試合後に上半身の怪我を負い、残りのシーズンを欠場した 。次の2シーズンで、オールアメリカンのファーストチームとサンカンファレンスの年間最優秀選手に選ばれた。サウスイースタン大学での4年間を終えた後、COVID-19パンデミックの影響で選手に与えられた追加の1年を利用してNCAAディビジョンIに昇格し、最終的にモアヘッド州立大学イーグルスを選んだ。
モアヘッド州立大学での唯一のシーズンで、得点、リバウンド、フィールドゴール率、フリースロー率、ブロック、スティールでオハイオ・バレー・カンファレンス（OVC）のトップ10入りを果たした。また、ダブル・ダブルを18回達成してカンファレンスをリードした。シーズン終了時には、OVC年間最優秀選手に選ばれ、オールOVCファーストチームとオールニューカマーチームのメンバーに選ばれた。

### NBA

#### サンアントニオ・スパーズ
2024年のNBAドラフトで指名されなかったミニックスは、2024年のNBAサマーリーグのためにサンアントニオ・スパーズに入団し、2024年7月20日にスパーズとの契約に合意した。10月19日にスパーズとのツーウェイ契約に合意した。

## 個人成績

### NBA

#### レギュラーシーズン
| シーズン | チーム | GP | GS | MPG | FG%  | 3P%  | FT% | RPG | APG | SPG | BPG | PPG |
| -------- | ------ | -- | -- | --- | ---- | ---- | --- | --- | --- | --- | --- | --- |
| 2024–25  | SAS    | 1  | 0  | 7.0 | .000 | .000 | --- | 2.0 | .0  | .0  | .0  | .0  |
| 通算     | 通算   | 1  | 0  | 7.0 | .000 | .000 | --- | 2.0 | .0  | .0  | .0  | .0  |

### カレッジ

#### NCAA Division I
| シーズン | チーム             | GP | GS | MPG  | FG%  | 3P%  | FT%  | RPG | APG | SPG | BPG | PPG  |
| -------- | ------------------ | -- | -- | ---- | ---- | ---- | ---- | --- | --- | --- | --- | ---- |
| 2023–24  | モアヘッドステート | 35 | 35 | 33.8 | .541 | .349 | .839 | 9.7 | 2.2 | 1.3 | 1.0 | 20.9 |

#### NAIA
| シーズン | チーム           | GP | GS | MPG  | FG%  | 3P%  | FT%  | RPG  | APG | SPG | BPG | PPG  |
| -------- | ---------------- | -- | -- | ---- | ---- | ---- | ---- | ---- | --- | --- | --- | ---- |
| 2019–20  | サウスイースタン | 31 | 16 | 25.9 | .500 | .410 | .773 | 7.6  | .9  | 1.4 | .9  | 14.6 |
| 2020–21  | サウスイースタン | 10 | 9  | 26.1 | .535 | .484 | .818 | 9.1  | 1.6 | 1.7 | 1.0 | 20.3 |
| 2021–22  | サウスイースタン | 30 | 30 | 29.5 | .530 | .406 | .756 | 11.3 | 2.3 | 1.2 | 1.2 | 22.7 |
| 2022–23  | サウスイースタン | 28 | 28 | 37.2 | .588 | .376 | .802 | 13.6 | 2.5 | 1.2 | 2.3 | 25.4 |
| 通算     | 通算             | 99 | 83 | 30.2 | .543 | .408 | .782 | 10.6 | 1.8 | 1.3 | 1.4 | 20.7 |